# 企鵝妹
柳允進（韩语：／ Yoo Yoon-jin，1992年7月28日—），英文名Jinny，韓國女性Twitch直播主，精通英文、韓文，略懂中文、日文。自2017年6月開始直播。2019年底開始前往美國和歐洲旅遊直播，在2020年成為全世界觀看時數第5高的國際直播主，2022年10月6日成為美國電競娛樂公司TSM旗下成員。
2018年2月因曾經身穿企鵝裝跳舞、增加數千觀眾人氣，被台灣粉絲暱稱企鵝妹。2019年赴臺灣大學就讀短期課程學習中文。

## 生平
柳允進，畢業於韓國延世大學，曾在美國生活及留學過6年。
國際直播
柳允進最早在2017年6月底開始直播，期間她愛好遊玩《爐石戰記》，也會觀看職業選手的比賽或是教學影片。
台灣觀眾互動
2018年2月，柳允進一次直播中，觀眾問她「誰是最帥的爐石選手」，她回答台灣選手（後來的直播主）「羅傑」羅晟原；該片段獲大量轉傳，令她在台灣爆紅，也因她曾身穿企鵝裝跳舞，被粉絲暱稱企鵝妹。爆紅後，柳允進以學習中文以及清純風格迎合觀眾。除此之外，柳允進在2018年3月赴台灣旅遊、舉辦見面會，見面會過程中對跳舞的粉絲說「Don't touch me」（請勿觸碰／觸摸我），引發風波，事後她解釋是直播節目有趣的效果。
2019年，柳允進為了與粉絲有更多互動，入讀國立臺灣大學國際華語研習所，也透過直播分享在台灣的體驗。
2023年4月23日宣佈來台灣旅遊進行Weddlethon挑戰，從宜蘭逆時針徒步走到墾丁，途中到訪台灣的四極點，依序是三貂角燈塔、富貴角燈塔、國聖港燈塔、鵝鑾鼻燈塔，並且全身負重著10多公斤的裝備全程直播，2023年6月18日完成挑戰，共計行走42天（不包含休息日及DLC），里程數1076.4公里。
歐美觀眾互動
2019年底，柳允進赴美國旅遊，並將直播重心逐漸轉向歐美觀眾（2022年2月25日，柳允進在自己的YouTube頻道自撰中提到，當初離開台灣到美國嘗試拓展觀眾市場，主要原因是語言隔閡，在直播中說英文，大多台灣觀眾聽不懂），期間碰上COVID-19美國疫情，借住美國直播主EsfandTV家數月，並且不時一同直播。之後，柳允進於2020年陸續在美國及歐洲各國等地旅遊、直播；這一年裡，根據直播數據統計網站Stream Hatchet的報告，柳允進以觀眾觀看時數1400萬小時，成為全世界觀看時數第5高的女直播主。
2024年2月18日，柳允進在The Streamer Awards獲得最佳IRL生活類型實況主獎項。
2024年3月15日，於台灣直播期間，達成twitch百萬追隨的實況主目標。

## 爭議

### 為外語表達失禮而道歉
2019年6月，企鵝妹在韓國的首爾北村韓屋村直播途中，試圖打開一扇門而遭女性工作人員阻攔，同時該場所若要商業拍攝，必須事先申請，女性工作人員因而一併告誡企鵝妹。隨後另一名男性工作人員稱：「如果不是媒體或是廣告一樣商業性質的拍攝，拍一拍也可以的。」企鵝妹對此回應「啊，我不是媒體」，隨後轉身離開後稱女性工作人員是「Unhappy Bitch」及「Korean Karen」。事後影片在韓國引發爭議，企鵝妹刪除了直播影片，並發布了道歉文，解釋由於她曾在美國長期生活，習慣說這一類的美式無意義粗話，基於韓美文化差異而釀成風波。
另外企鵝妹曾在參與美國洛杉磯動漫展時，嘲諷參與的身障兒童是「霍金蜘蛛人」。

## 外部連結
- 企鵝妹的Twitch频道
- 企鵝妹的X（前Twitter）
- 企鵝妹的Instagram帳戶